# 정옥 애향사업회
정옥애향사업회는 향토개발과 농촌복지향상, 농업기술교육, 장학사업 등을 통하여 향토개발과 농촌복지에 기여함을 목적으로 1970년 9월 29일 설립허가된 대한민국 농림축산식품부 소관의 재단법인이다. 사무실은 경기도 오산시 세교동 506에 있다.
2010년 9월 28일 정옥애향사업회 건물에서 곽상욱 오산시장과 안민석 국회의원을 비롯한 지역인사들이 참석한 가운데 창립 50주년 기념식을 가졌다.